# Illicium verum
Illicium verum, llamado comúnmente anís estrellado, anís estrella, anís estrellado chino, badián, badiana o badiana de China (chino: 八角, pinyin: bājiǎo, lit. "ocho cuernos"), y sanqué en el español filipino, es una especia que se obtiene del pericarpio del fruto con forma de estrella. Su sabor se asemeja al anís de Pimpinella anisum. 

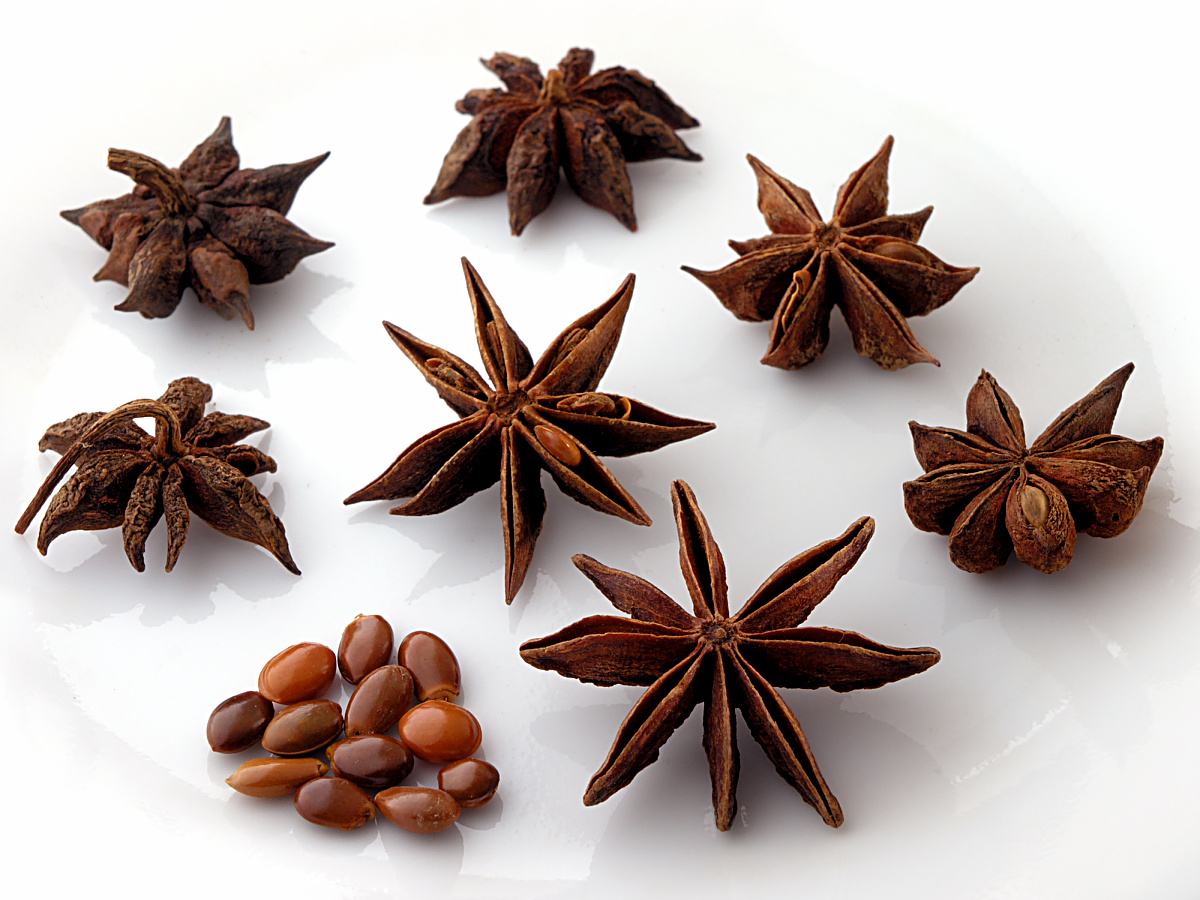
Frutos maduros y semillas

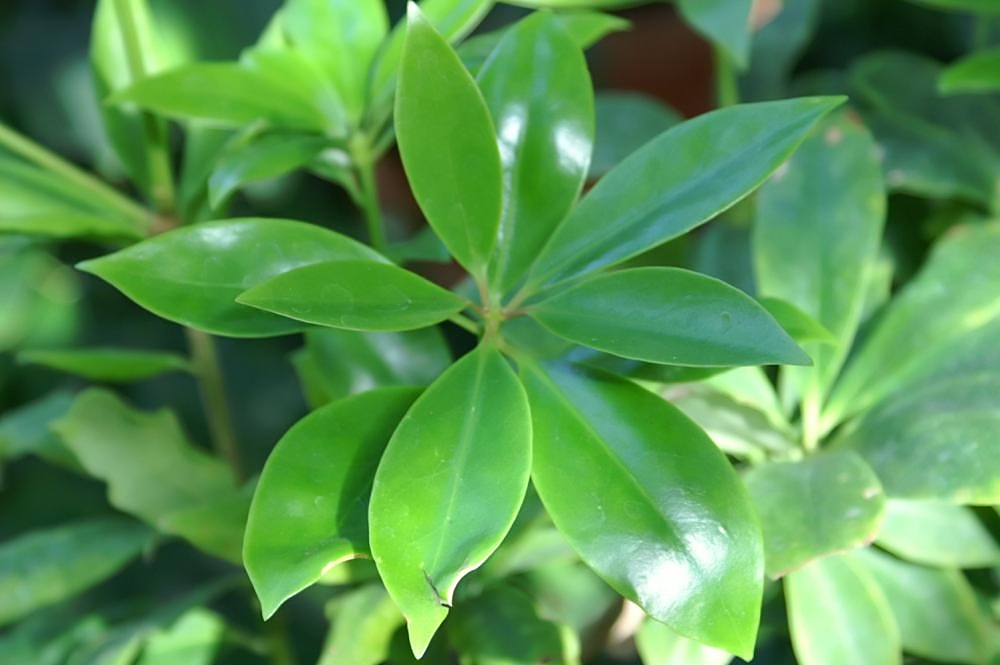
Disposición de las hojas

## Descripción
I. verum es un árbol perenne de hasta 15 m de altura. Las hojas, aromáticas y de textura muy coriácea, surgen en grupo en número de 3 a 6 al final de las ramas. Son obo-lanceoladas a elípticas con el ápice en forma de punta corta. Las flores son solitarias, axilares o subterminales, con 7 a 12 tépalos anchamente ovados o elípticos, de color rosa a rojo oscuro.

El fruto es una cápsula marrón rojiza formada por unos 8 folículos en forma de barco que al madurar se abren por el centro. Cada uno contiene una sola semilla ovoide de unos 8-9 mm, de color marrón.

## Usos

### Culinario
Los frutos, que presentan forma de estrella, se cosechan momentos antes de la maduración. Se utiliza extensamente dentro de la cocina china, y un poco menos dentro de Asia del Sur e Indonesia. El anís estrellado es un ingrediente del tradicional polvo de las cinco especias de la cocina china. Es también uno de los ingredientes usados para hacer el caldo para la sopa de tallarines vietnamita llamada phở.
El anís estrellado contiene anetol, el mismo principio activo que le da al anís su sabor.  Recientemente, se está utilizando en el mundo occidental como un sustituto menos caro del anís para los anises en repostería, además de en la producción de licores, tal como el licor Galliano o el licor francés Pastis.

### Medicinal
Se ha usado en forma de infusión como un remedio contra el cólico y el reumatismo, y las semillas se mastican después de una comida para ayudar a hacer la digestión.
Si bien se produce en la mayoría de los organismos autótrofos, el anís estrellado es la fuente industrial del ácido shikímico, el ingrediente primario que se usa para crear el medicamento antigripal Tamiflu. Hasta 2012 la farmacéutica suiza Roche acaparó la producción vietnamita, en ocasiones el 90%. Sin embargo, a partir de ese año comenzaron a extraer el ácido shikímico de cultivos de bacterias genéticamente modificadas exclusivamente. Se considera al Tamiflu como el medicamento más prometedor para mitigar la severidad de la gripe aviar (H5N1); sin embargo, algunos informes nos indican que algunas formas del virus ya se han adaptado al Tamiflu.[cita requerida]

## Taxonomía
Illicium verum fue descrito por Joseph Dalton Hooker y publicado en Botanical Magazine 114: , pl. 7005. 1888.
Sinonimia
- Illicium san-ki Perr.[5]

## Toxicidad
La caracterización del extracto acuoso de I. verum ha descubierto la presencia de anetol, el cual podría ser el causante de la neurotoxicidad del anís estrellado por su actividad inhibitoria de la enzima acetilcolinesterasa. La presencia de este compuesto en soluciones superconcentradas puede favorecer la aparición de trastornos neurológicos, principalmente en infantes. 
Existe también otra planta de características similares denominada Illicium anisatum que no presenta propiedades medicinales pero si efectos adversos graves, y la contaminación y mezcla de ambas plantas provoca intoxicaciones sobre todo en infantes tratados con infusiones de esta planta.
A lo largo de 2001 se han identificado en España varios casos de urgencias neurológicas en lactantes. Estos datos se registran en el Instituto Nacional de Toxicología. La intoxicación se puede manifestar como irritabilidad, temblores, nistagmo vertical, mioclonias, movimientos anómalos y vómitos. Los casos se resolvieron tras interrumpir la administración de la infusión en un periodo de 48h.
No se conoce antídoto, las convulsiones pueden tratarse con benzodiacepinas. Además, en el caso de lactantes menores de 3 meses es fundamental plantear en el diagnóstico diferencial los cuadros de sepsis neonatal, encefalopatía, hemorragias intracraneal, edema cerebral y crisis convulsivas.